# Xylota honghe
Xylota honghe är en tvåvingeart som beskrevs av Huo, Zhang och Zheng 2004. Xylota honghe ingår i släktet vedblomflugor, och familjen blomflugor. Inga underarter finns listade i Catalogue of Life.